# Tour de Belgique féminin 2016
La 5e édition du Tour de Belgique féminin, aussi dénommé Lotto Belisol Belgium Tour, a lieu du 6 septembre au 9 septembre 2016. La course fait partie du calendrier UCI féminin en catégorie 2.1.
Annemiek van Vleuten remporte le prologue. Les deux premières étapes se terminent au sprint. Sur la première, Lucinda Brand s'impose et s'empare du maillot doré. Le lendemain, c'est au tour de sa coéquipière Marianne Vos de gagner l'étape et de prendre la tête du classement général. La victoire finale se joue dans la dernière étape, où deux montées du mur de Grammont sont au programme. Annemiek van Vleuten s'y échappe et gagne en solitaire. Elle inscrit ainsi pour la deuxième fois son nom au palmarès de l'épreuve. Le podium est complété par Marianne Vos et Lucinda Brand. Lotte Kopecky est lauréate des classements de la meilleure jeune et de la meilleure Belge. Marianne Vos gagne le classement des sprints. Alexandra Nessmar celui de la montagne. La formation Rabo Liv Women est la meilleure équipe.

## Présentation

### Comité d'organisation
La course est organisée par l'association VZW Belgium Ladies Cycling basée à Outer. Son président est Gunter Dierickx et son directeur de course Eric Van De Wiele.

### Règlement de la course

#### Délais
Lors d'une course cycliste, les coureurs sont tenus d'arriver dans un laps de temps imparti à la suite du premier pour pouvoir être classés. Les délais prévus sont de 12 % pour toutes les étapes.

#### Classements et bonifications
Le classement général individuel au temps est calculé par le cumul des temps enregistrés dans chacune des étapes parcourues. Des bonifications et d'éventuelles pénalisations sont incluses dans le calcul du classement. Le coureur qui est premier de ce classement est porteur du maillot doré. En cas d'égalité au temps, la somme des places obtenues sur chaque étape départage les concurrentes. En cas de nouvelle égalité, la place lors de la dernière étape sert de critère pour décider de la vainqueur.
Des bonifications sont attribuées dans cette épreuve. L'arrivée des étapes donne dix, six et quatre secondes de bonifications aux trois premières. Par ailleurs, durant la course, il existe des sprints intermédiaires dont les trois premiers sont récompensés respectivement de trois secondes, deux secondes et une seconde.

##### Classement par points
Le maillot rose, récompense le classement par points. Celui-ci se calcule selon le classement lors des arrivées d'étape.
Lors d'une arrivée d'étape, à l'exception du prologue, les dix premières se voient accorder des points selon le décompte suivant : 30, 25, 22, 19, 17, 15, 13, 12, 11, 10. Lors du prologue, les dix premières obtiennent respectivement : 15, 12, 10, 9, 8, 7, 6, 5, 4 et 3 points. Les sprints intermédiaires attribuent 3, 2 et 1 points aux trois premières. En cas d'égalité, les coureurs sont prioritairement départagés par le nombre de victoires d'étapes. Si l'égalité persiste, le nombre de victoires à des sprints intermédiaires puis éventuellement la place obtenue au classement général entrent en compte. Pour être classé, un coureur doit avoir terminé la course dans les délais.

##### Classement des sprints
Le maillot rouge, récompense le classement des sprints. Celui-ci se calcule selon le classement lors de sprints intermédiaires. Les trois premiers coureurs des sprints intermédiaires reçoivent respectivement 3, 2 et un point. En cas d'égalité, celle qui a gagné le plus de sprints s'impose. En cas de nouvelle égalité, le classement général sert à départager.

##### Classement de la meilleure grimpeuse
Le classement de la meilleure grimpeuse, ou classement des monts, est un classement spécifique basé sur les arrivées au sommet des ascensions répertoriées dans l'ensemble de la course. Les ascensions rapportent respectivement 5, 3 et 1 points aux trois premières coureuses. La première du classement des monts est détentrice du maillot jaune. En cas d'égalité, les coureurs sont prioritairement départagés par le nombre de premières places aux sommets des ascensions. Si l'égalité persiste, le critère suivant est la place obtenue au classement général. Pour être classé, un coureur doit avoir terminé la course dans les délais.

##### Classement de la meilleure jeune
Le classement de la meilleure jeune ne concerne qu'une certaine catégorie de coureuses, celles étant âgées de moins de 25 ans. C'est-à-dire aux coureuses nées après le 1er janvier 1991. Ce classement, basé sur le classement général, attribue au premier un maillot violet.

##### Classement de la meilleure Belge
Le classement de la meilleure Belge ne concerne qu'une certaine catégorie de coureuses, celles ayant la nationalité belge. Ce classement, basé sur le classement général, attribue au premier un maillot noir.

##### Classement par équipes
Le classement par équipes est calculé en conformité avec le règlement UCI.

##### Répartition des maillots
Chaque coureuse en tête d'un classement est porteuse du maillot ou du dossard distinctif correspondant. Cependant, dans le cas où une coureuse dominerait plusieurs classements, celle-ci ne porte qu'un seul maillot distinctif, selon une priorité de classements. Le classement général au temps est le classement prioritaire, suivi du classement par points, du classement général des rushs, de celui de la meilleure grimpeuse, du classement de la meilleure jeune et de celui de la meilleure Belge. Si ce cas de figure se produit, le maillot correspondant au classement annexe de priorité inférieure n'est pas porté par celui qui domine ce classement mais par son deuxième.

#### Primes
Les étapes, à l'exception du prologue, permettent de remporter les primes suivantes:
| Position | 1er   | 2e    | 3e    | 4e    | 5e   | 6e   | 7e   | 8e   | 9e   | 10e  |
| Prix     | 276 € | 169 € | 116 € | 106 € | 99 € | 83 € | 73 € | 64 € | 64 € | 64 € |

En sus, les coureuses placées de la 11e à la 15e place gagnent 41 €.
Le prologue rapporte quant à lui :
| Position | 1er   | 2e    | 3e   | 4e   | 5e   | 6e   | 7e   | 8e   | 9e   | 10e  |
| Prix     | 164 € | 113 € | 89 € | 77 € | 64 € | 83 € | 62 € | 62 € | 62 € | 62 € |

En sus, les coureuses placées de la 11e à la 15e place gagnent 35 €.
Le classement général final attribue les sommes suivantes :
| Position | 1er   | 2e    | 3e    | 4e    | 5e    | 6e    | 7e    | 8e    | 9e   | 10e  |
| Prix     | 330 € | 290 € | 260 € | 200 € | 180 € | 140 € | 120 € | 100 € | 90 € | 80 € |

En sus, les coureuses placées de la 11e à la 12e place gagnent 70 €, celles classées de la 13e à la 14e place 60 € et la 15e 50 €.

#### Prix
Le premier rush de chaque journée rapporte une prime de 200 € à la première. Les trois premières du classement final des rushs gagnent respectivement 125, 100 et 75 €. Les trois premières du classement la montagne gagnent 100, 75 et 50 €.
Le classement final par points rapporte :
| Position | 1er   | 2e    | 3e   | 4e   | 5e   | 6e   | 7e   | 8e   | 9e   | 10e  |
| Prix     | 125 € | 100 € | 90 € | 80 € | 75 € | 70 € | 60 € | 50 € | 40 € | 30 € |

Le classement final de la meilleure jeune attribue :
| Position | 1er   | 2e   | 3e   | 4e   | 5e   | 6e   | 7e   | 8e   | 9e   | 10e  |
| Prix     | 100 € | 80 € | 60 € | 50 € | 40 € | 30 € | 25 € | 20 € | 15 € | 10 € |

Le classement final de la meilleure Belge attribue :
| Position | 1er   | 2e   | 3e   | 4e   | 5e   | 6e  | 7e  | 8e  | 9e  | 10e |
| Prix     | 110 € | 95 € | 75 € | 65 € | 55 € | 0 € | 0 € | 0 € | 0 € | 0 € |

Enfin de la classement de la meilleure équipe donne :
| Position | 1er   | 2e    | 3e    | 4e   | 5e   | 6e   | 7e   | 8e   | 9e   | 10e  |
| Prix     | 150 € | 125 € | 100 € | 80 € | 70 € | 60 € | 50 € | 40 € | 30 € | 20 € |

## Partenaires
La loterie nationale belge Lotto est partenaire du classement général. Assumax finance le classement par points, Vondelmolen celui des rushs. Le maillot de la meilleure jeune est parrainée par Geka kaas. Renotrap parraine le classement des monts. La meilleure belge porte un maillot sur lequel figure Sport Vlaanderen.

## Équipes
Treize équipes professionnelles, six équipes amateurs et quatre sélections nationales prennent le départ.
| Équipes UCI               | Équipes UCI | Équipes UCI |
| Nom de l'équipe           | Pays        | Code        |
| ------------------------- | ----------- | ----------- |
| Alé Cipollini             | Italie      | ALE         |
| BMS BIRN                  | Danemark    | BMS         |
| Canyon-SRAM Racing        | Allemagne   | LPR         |
| Hitec Products            | Norvège     | HPU         |
| Lensworld-Zannata-Etixx   | Belgique    | LZE         |
| Lares-Waowdeals           | Belgique    | LWW         |
| Lointek                   | Espagne     | LTK         |
| Lotto Soudal              | Belgique    | LBL         |
| Rabo Liv Women            | Pays-Bas    | RBW         |
| Topsport Vlaanderen-Etixx | Belgique    | VLL         |
| Wiggle High5              | Royaume-Uni | WHT         |

| Équipes amateurs                 | Équipes amateurs | Équipes amateurs |
| Nom de l'équipe                  | Pays             | Code             |
| -------------------------------- | ---------------- | ---------------- |
| Jan van Arckel                   | Pays-Bas         |                  |
| Autoglas Wetteren                | Belgique         |                  |
| Isorex                           | Belgique         |                  |
| Keukens Redant                   | Belgique         |                  |
| Wielerclub de sprinters Malderen | Belgique         |                  |
| Mat Atom Sobotka                 | Pologne          |                  |
| BH Cycling                       | Suisse           |                  |

| Sélections nationales            | Sélections nationales | Sélections nationales |
| Nom de l'équipe                  | Pays                  | Code                  |
| -------------------------------- | --------------------- | --------------------- |
| Sélection nationale allemande    | Allemagne             |                       |
| Sélection nationale britannique  | Royaume-Uni           |                       |
| Sélection nationale kazakhe      | Kazakhstan            |                       |
| Sélection nationale suédoise     | Suède                 |                       |
| Sélection nationale néerlandaise | Pays-Bas              |                       |

## Étapes
| Étape     | Date    | Villes étapes         | type            | Distance (km) | Vainqueur d'étape    | Leader du classement général |
| --------- | ------- | --------------------- | --------------- | ------------- | -------------------- | ---------------------------- |
| Prologue  | 6 sept. | Nieuport – Nieuport   | prologue        | 4,37          | Annemiek van Vleuten | Annemiek van Vleuten         |
| 1re étape | 7 sept. | Moorslede – Moorslede | étape de plaine | 121,5         | Lucinda Brand        | Lucinda Brand                |
| 2e étape  | 8 sept. | Lierde – Lierde       | étape de plaine | 107,9         | Marianne Vos         | Marianne Vos                 |
| 3e étape  | 9 sept. | Grammont – Grammont   | étape vallonnée | 97,3          | Annemiek van Vleuten | Annemiek van Vleuten         |

## Déroulement de la course

### Prologue
Lors du prologue, Lotte Kopecky, puis Marianne Vos et Thalita de Jong détiennent tour à tour le meilleur temps. Annemiek van Vleuten, de retour de convalescence, s'élance la dernière du podium de départ. Elle devance toutes ses concurrentes et prend ainsi le maillot doré,.
| \| Classement de l'étape \| Classement de l'étape \| Classement de l'étape \| Classement de l'étape \| Classement de l'étape \| \| Coureuse \| Coureuse \| Pays \| Équipe \| Temps \| \| --------------------- \| --------------------- \| --------------------- \| --------------------- \| --------------------- \| \| 1re \| Annemiek van Vleuten \| Pays-Bas \| Pays-Bas \| 5 min 24 s \| \| 2e \| Thalita de Jong \| Pays-Bas \| Rabo Liv Women \| + 7 s \| \| 3e \| Lisa Brennauer \| Allemagne \| Canyon-SRAM Racing \| + 8 s \| \| 4e \| Lucinda Brand \| Pays-Bas \| Rabo Liv Women \| + 8 s \| \| 5e \| Marianne Vos \| Pays-Bas \| Rabo Liv Women \| + 9 s \| \| 6e \| Lotte Kopecky \| Belgique \| Lotto Soudal Ladies \| + 10 s \| \| 7e \| Mieke Kröger \| Allemagne \| Canyon-SRAM Racing \| + 12 s \| \| 8e \| Elisa Longo Borghini \| Italie \| Wiggle High5 \| + 12 s \| \| 9e \| Moniek Tenniglo \| Pays-Bas \| Rabo Liv Women \| + 13 s \| \| 10e \| Emilia Fahlin \| Suède \| Alé Cipollini \| + 14 s \| |                      |           |                     |            |
| |                      |           |                     |            |
| |                      |           |                     |            |
| Classement de l'étape |                      |           |                     |            |
| Coureuse | Coureuse             | Pays      | Équipe              | Temps      |
| 1re | Annemiek van Vleuten | Pays-Bas  | Pays-Bas            | 5 min 24 s |
| 2e | Thalita de Jong      | Pays-Bas  | Rabo Liv Women      | + 7 s      |
| 3e | Lisa Brennauer       | Allemagne | Canyon-SRAM Racing  | + 8 s      |
| 4e | Lucinda Brand        | Pays-Bas  | Rabo Liv Women      | + 8 s      |
| 5e | Marianne Vos         | Pays-Bas  | Rabo Liv Women      | + 9 s      |
| 6e | Lotte Kopecky        | Belgique  | Lotto Soudal Ladies | + 10 s     |
| 7e | Mieke Kröger         | Allemagne | Canyon-SRAM Racing  | + 12 s     |
| 8e | Elisa Longo Borghini | Italie    | Wiggle High5        | + 12 s     |
| 9e | Moniek Tenniglo      | Pays-Bas  | Rabo Liv Women      | + 13 s     |
| 10e | Emilia Fahlin        | Suède     | Alé Cipollini       | + 14 s     |

| \| Classement général \| Classement général \| Classement général \| Classement général \| Classement général \| \| Coureuse \| Coureuse \| Pays \| Équipe \| Temps \| \| ------------------ \| -------------------- \| ------------------ \| ------------------- \| ------------------ \| \| 1re \| Annemiek van Vleuten \| Pays-Bas \| Pays-Bas \| 5 min 24 s \| \| 2e \| Thalita de Jong \| Pays-Bas \| Rabo Liv Women \| + 7 s \| \| 3e \| Lisa Brennauer \| Allemagne \| Canyon-SRAM Racing \| + 8 s \| \| 4e \| Lucinda Brand \| Pays-Bas \| Rabo Liv Women \| + 8 s \| \| 5e \| Marianne Vos \| Pays-Bas \| Rabo Liv Women \| + 9 s \| \| 6e \| Lotte Kopecky \| Belgique \| Lotto Soudal Ladies \| + 10 s \| \| 7e \| Mieke Kröger \| Allemagne \| Canyon-SRAM Racing \| + 12 s \| \| 8e \| Elisa Longo Borghini \| Italie \| Wiggle High5 \| + 12 s \| \| 9e \| Moniek Tenniglo \| Pays-Bas \| Rabo Liv Women \| + 13 s \| \| 10e \| Emilia Fahlin \| Suède \| Alé Cipollini \| + 14 s \| |                      |           |                     |            |
| |                      |           |                     |            |
| |                      |           |                     |            |
| Classement général |                      |           |                     |            |
| Coureuse | Coureuse             | Pays      | Équipe              | Temps      |
| 1re | Annemiek van Vleuten | Pays-Bas  | Pays-Bas            | 5 min 24 s |
| 2e | Thalita de Jong      | Pays-Bas  | Rabo Liv Women      | + 7 s      |
| 3e | Lisa Brennauer       | Allemagne | Canyon-SRAM Racing  | + 8 s      |
| 4e | Lucinda Brand        | Pays-Bas  | Rabo Liv Women      | + 8 s      |
| 5e | Marianne Vos         | Pays-Bas  | Rabo Liv Women      | + 9 s      |
| 6e | Lotte Kopecky        | Belgique  | Lotto Soudal Ladies | + 10 s     |
| 7e | Mieke Kröger         | Allemagne | Canyon-SRAM Racing  | + 12 s     |
| 8e | Elisa Longo Borghini | Italie    | Wiggle High5        | + 12 s     |
| 9e | Moniek Tenniglo      | Pays-Bas  | Rabo Liv Women      | + 13 s     |
| 10e | Emilia Fahlin        | Suède     | Alé Cipollini       | + 14 s     |

### 1reétape
Alexis Ryan, rejointe à trente-six kilomètres de l'arrivée par Sara Penton, anime l'étape. Lucinda Brand s'impose finalement dans un sprint massif devant Barbara Guarischi et Marianne Vos. Par le jeu des bonifications, elle s'empare également de la tête du classement général.
| \| Classement de l'étape \| Classement de l'étape \| Classement de l'étape \| Classement de l'étape \| Classement de l'étape \| \| Coureuse \| Coureuse \| Pays \| Équipe \| Temps \| \| --------------------- \| --------------------- \| --------------------- \| --------------------- \| --------------------- \| \| 1re \| Lucinda Brand \| Pays-Bas \| Rabo Liv Women \| 3 h 14 min 10 s \| \| 2e \| Barbara Guarischi \| Italie \| Canyon-SRAM Racing \| + 0 s \| \| 3e \| Marianne Vos \| Pays-Bas \| Rabo Liv Women \| + 0 s \| \| 4e \| Marta Bastianelli \| Italie \| Alé Cipollini \| + 0 s \| \| 5e \| Giorgia Bronzini \| Italie \| Wiggle High5 \| + 0 s \| \| 6e \| Tiffany Cromwell \| Australie \| Canyon-SRAM Racing \| + 0 s \| \| 7e \| Lotte Kopecky \| Belgique \| Lotto Soudal Ladies \| + 0 s \| \| 8e \| Sara Mustonen \| Suède \| Liv-Plantur \| + 0 s \| \| 9e \| Monique van de Ree \| Pays-Bas \| Lares-Waowdeals Women \| + 0 s \| \| 10e \| Simona Frapporti \| Italie \| Hitec Products \| + 0 s \| |                    |           |                       |                 |
| |                    |           |                       |                 |
| |                    |           |                       |                 |
| Classement de l'étape |                    |           |                       |                 |
| Coureuse | Coureuse           | Pays      | Équipe                | Temps           |
| 1re | Lucinda Brand      | Pays-Bas  | Rabo Liv Women        | 3 h 14 min 10 s |
| 2e | Barbara Guarischi  | Italie    | Canyon-SRAM Racing    | + 0 s           |
| 3e | Marianne Vos       | Pays-Bas  | Rabo Liv Women        | + 0 s           |
| 4e | Marta Bastianelli  | Italie    | Alé Cipollini         | + 0 s           |
| 5e | Giorgia Bronzini   | Italie    | Wiggle High5          | + 0 s           |
| 6e | Tiffany Cromwell   | Australie | Canyon-SRAM Racing    | + 0 s           |
| 7e | Lotte Kopecky      | Belgique  | Lotto Soudal Ladies   | + 0 s           |
| 8e | Sara Mustonen      | Suède     | Liv-Plantur           | + 0 s           |
| 9e | Monique van de Ree | Pays-Bas  | Lares-Waowdeals Women | + 0 s           |
| 10e | Simona Frapporti   | Italie    | Hitec Products        | + 0 s           |

| \| Classement général \| Classement général \| Classement général \| Classement général \| Classement général \| \| Coureuse \| Coureuse \| Pays \| Équipe \| Temps \| \| ------------------ \| -------------------- \| ------------------ \| ------------------- \| ------------------ \| \| 1re \| Lucinda Brand \| Pays-Bas \| Rabo Liv Women \| 3 h 19 min 32 s \| \| 2e \| Annemiek van Vleuten \| Pays-Bas \| Pays-Bas \| + 2 s \| \| 3e \| Marianne Vos \| Pays-Bas \| Rabo Liv Women \| + 7 s \| \| 4e \| Lotte Kopecky \| Belgique \| Lotto Soudal Ladies \| + 9 s \| \| 5e \| Lisa Brennauer \| Allemagne \| Canyon-SRAM Racing \| + 10 s \| \| 6e \| Elisa Longo Borghini \| Italie \| Wiggle High5 \| + 14 s \| \| 7e \| Thalita de Jong \| Pays-Bas \| Rabo Liv Women \| + 15 s \| \| 8e \| Élise Delzenne \| France \| Lotto Soudal Ladies \| + 17 s \| \| 9e \| Tiffany Cromwell \| Australie \| Canyon-SRAM Racing \| + 18 s \| \| 10e \| Emma Johansson \| Suède \| Wiggle High5 \| + 22 s \| |                      |           |                     |                 |
| |                      |           |                     |                 |
| |                      |           |                     |                 |
| Classement général |                      |           |                     |                 |
| Coureuse | Coureuse             | Pays      | Équipe              | Temps           |
| 1re | Lucinda Brand        | Pays-Bas  | Rabo Liv Women      | 3 h 19 min 32 s |
| 2e | Annemiek van Vleuten | Pays-Bas  | Pays-Bas            | + 2 s           |
| 3e | Marianne Vos         | Pays-Bas  | Rabo Liv Women      | + 7 s           |
| 4e | Lotte Kopecky        | Belgique  | Lotto Soudal Ladies | + 9 s           |
| 5e | Lisa Brennauer       | Allemagne | Canyon-SRAM Racing  | + 10 s          |
| 6e | Elisa Longo Borghini | Italie    | Wiggle High5        | + 14 s          |
| 7e | Thalita de Jong      | Pays-Bas  | Rabo Liv Women      | + 15 s          |
| 8e | Élise Delzenne       | France    | Lotto Soudal Ladies | + 17 s          |
| 9e | Tiffany Cromwell     | Australie | Canyon-SRAM Racing  | + 18 s          |
| 10e | Emma Johansson       | Suède     | Wiggle High5        | + 22 s          |

### 2eétape
Au bout de trente kilomètres, la course est interrompue puis repart neutralisée. Il manque en fait des policiers pour assurer la sécurité de l'épreuve. Le parcours est raccourci, les coureuses doivent encore effectuer seulement cinquante kilomètres. Le premier sprint intermédiaire qui a lieu à Ninove est remporté par Lucinda Brand, devant sa coéquipière Marianne Vos et Lotte Kopecky. Le deuxième sprint voit Vos devancer Kopecky et Brand. Aucune échappée ne parvient à se former. La victoire se dispute au sprint massif. Marianne Vos est la plus rapide devant Giorgia Bronzini et Lotte Kopecky. Marianne Vos devient la nouvelle leader du classement général.
| \| Classement de l'étape \| Classement de l'étape \| Classement de l'étape \| Classement de l'étape \| Classement de l'étape \| \| Coureuse \| Coureuse \| Pays \| Équipe \| Temps \| \| --------------------- \| --------------------- \| --------------------- \| ------------------------- \| --------------------- \| \| 1re \| Marianne Vos \| Pays-Bas \| Rabo Liv Women \| 2 h 56 min 50 s \| \| 2e \| Giorgia Bronzini \| Italie \| Wiggle High5 \| + 0 s \| \| 3e \| Lotte Kopecky \| Belgique \| Lotto Soudal Ladies \| + 0 s \| \| 4e \| Lisa Brennauer \| Allemagne \| Canyon-SRAM Racing \| + 0 s \| \| 5e \| Emilia Fahlin \| Suède \| Alé Cipollini \| + 0 s \| \| 6e \| Marta Bastianelli \| Italie \| Alé Cipollini \| + 0 s \| \| 7e \| Élise Delzenne \| France \| Lotto Soudal Ladies \| + 0 s \| \| 8e \| Simona Frapporti \| Italie \| Hitec Products \| + 0 s \| \| 9e \| Valerie Demey \| Belgique \| Topsport Vlaanderen-Etixx \| + 0 s \| \| 10e \| Annemiek van Vleuten \| Pays-Bas \| Pays-Bas \| + 0 s \| |                      |           |                           |                 |
| |                      |           |                           |                 |
| |                      |           |                           |                 |
| Classement de l'étape |                      |           |                           |                 |
| Coureuse | Coureuse             | Pays      | Équipe                    | Temps           |
| 1re | Marianne Vos         | Pays-Bas  | Rabo Liv Women            | 2 h 56 min 50 s |
| 2e | Giorgia Bronzini     | Italie    | Wiggle High5              | + 0 s           |
| 3e | Lotte Kopecky        | Belgique  | Lotto Soudal Ladies       | + 0 s           |
| 4e | Lisa Brennauer       | Allemagne | Canyon-SRAM Racing        | + 0 s           |
| 5e | Emilia Fahlin        | Suède     | Alé Cipollini             | + 0 s           |
| 6e | Marta Bastianelli    | Italie    | Alé Cipollini             | + 0 s           |
| 7e | Élise Delzenne       | France    | Lotto Soudal Ladies       | + 0 s           |
| 8e | Simona Frapporti     | Italie    | Hitec Products            | + 0 s           |
| 9e | Valerie Demey        | Belgique  | Topsport Vlaanderen-Etixx | + 0 s           |
| 10e | Annemiek van Vleuten | Pays-Bas  | Pays-Bas                  | + 0 s           |

| \| Classement général \| Classement général \| Classement général \| Classement général \| Classement général \| \| Coureuse \| Coureuse \| Pays \| Équipe \| Temps \| \| ------------------ \| -------------------- \| ------------------ \| ------------------- \| ------------------ \| \| 1re \| Marianne Vos \| Pays-Bas \| Rabo Liv Women \| 6 h 16 min 14 s \| \| 2e \| Lucinda Brand \| Pays-Bas \| Rabo Liv Women \| + 4 s \| \| 3e \| Annemiek van Vleuten \| Pays-Bas \| Pays-Bas \| + 10 s \| \| 4e \| Lotte Kopecky \| Belgique \| Lotto Soudal Ladies \| + 10 s \| \| 5e \| Lisa Brennauer \| Allemagne \| Canyon-SRAM Racing \| + 18 s \| \| 6e \| Elisa Longo Borghini \| Italie \| Wiggle High5 \| + 22 s \| \| 7e \| Thalita de Jong \| Pays-Bas \| Rabo Liv Women \| + 23 s \| \| 8e \| Élise Delzenne \| France \| Lotto Soudal Ladies \| + 25 s \| \| 9e \| Tiffany Cromwell \| Australie \| Canyon-SRAM Racing \| + 26 s \| \| 10e \| Emma Johansson \| Suède \| Wiggle High5 \| + 30 s \| |                      |           |                     |                 |
| |                      |           |                     |                 |
| |                      |           |                     |                 |
| Classement général |                      |           |                     |                 |
| Coureuse | Coureuse             | Pays      | Équipe              | Temps           |
| 1re | Marianne Vos         | Pays-Bas  | Rabo Liv Women      | 6 h 16 min 14 s |
| 2e | Lucinda Brand        | Pays-Bas  | Rabo Liv Women      | + 4 s           |
| 3e | Annemiek van Vleuten | Pays-Bas  | Pays-Bas            | + 10 s          |
| 4e | Lotte Kopecky        | Belgique  | Lotto Soudal Ladies | + 10 s          |
| 5e | Lisa Brennauer       | Allemagne | Canyon-SRAM Racing  | + 18 s          |
| 6e | Elisa Longo Borghini | Italie    | Wiggle High5        | + 22 s          |
| 7e | Thalita de Jong      | Pays-Bas  | Rabo Liv Women      | + 23 s          |
| 8e | Élise Delzenne       | France    | Lotto Soudal Ladies | + 25 s          |
| 9e | Tiffany Cromwell     | Australie | Canyon-SRAM Racing  | + 26 s          |
| 10e | Emma Johansson       | Suède     | Wiggle High5        | + 30 s          |

### 3eétape
Dans la deuxième ascension du mur de Grammont, Elisa Longo Borghini part avec Annemiek van Vleuten. La Néerlandaise distance ensuite l'Italienne et remporte la dernière étape avec plus d'une minute d'avance et s'impose donc sur le classement général de l'épreuve. Derrière les accessits se jouent au sprint. Marta Bastianelli est deuxième devant Kaat Hannes,.
| \| Classement de l'étape \| Classement de l'étape \| Classement de l'étape \| Classement de l'étape \| Classement de l'étape \| \| Coureuse \| Coureuse \| Pays \| Équipe \| Temps \| \| --------------------- \| --------------------- \| --------------------- \| ------------------------- \| --------------------- \| \| 1re \| Annemiek van Vleuten \| Pays-Bas \| Pays-Bas \| 2 h 40 min 30 s \| \| 2e \| Marta Bastianelli \| Italie \| Alé Cipollini \| + 1 min 04 s \| \| 3e \| Kaat Hannes \| Belgique \| Lensworld-Zannata \| + 1 min 04 s \| \| 4e \| Marianne Vos \| Pays-Bas \| Rabo Liv Women \| + 1 min 04 s \| \| 5e \| Élise Delzenne \| France \| Lotto Soudal Ladies \| + 1 min 04 s \| \| 6e \| Lucinda Brand \| Pays-Bas \| Rabo Liv Women \| + 1 min 04 s \| \| 7e \| Emma Johansson \| Suède \| Wiggle High5 \| + 1 min 04 s \| \| 8e \| Lotte Kopecky \| Belgique \| Lotto Soudal Ladies \| + 1 min 04 s \| \| 9e \| Valerie Demey \| Belgique \| Topsport Vlaanderen-Etixx \| + 1 min 04 s \| \| 10e \| Emilia Fahlin \| Suède \| Alé Cipollini \| + 1 min 04 s \| |                      |          |                           |                 |
| |                      |          |                           |                 |
| |                      |          |                           |                 |
| Classement de l'étape |                      |          |                           |                 |
| Coureuse | Coureuse             | Pays     | Équipe                    | Temps           |
| 1re | Annemiek van Vleuten | Pays-Bas | Pays-Bas                  | 2 h 40 min 30 s |
| 2e | Marta Bastianelli    | Italie   | Alé Cipollini             | + 1 min 04 s    |
| 3e | Kaat Hannes          | Belgique | Lensworld-Zannata         | + 1 min 04 s    |
| 4e | Marianne Vos         | Pays-Bas | Rabo Liv Women            | + 1 min 04 s    |
| 5e | Élise Delzenne       | France   | Lotto Soudal Ladies       | + 1 min 04 s    |
| 6e | Lucinda Brand        | Pays-Bas | Rabo Liv Women            | + 1 min 04 s    |
| 7e | Emma Johansson       | Suède    | Wiggle High5              | + 1 min 04 s    |
| 8e | Lotte Kopecky        | Belgique | Lotto Soudal Ladies       | + 1 min 04 s    |
| 9e | Valerie Demey        | Belgique | Topsport Vlaanderen-Etixx | + 1 min 04 s    |
| 10e | Emilia Fahlin        | Suède    | Alé Cipollini             | + 1 min 04 s    |

## Classements finals

### Classement général final
| \| Classement général \| Classement général \| Classement général \| Classement général \| Classement général \| \| Coureuse \| Coureuse \| Pays \| Équipe \| Temps \| \| ------------------ \| -------------------- \| ------------------ \| ------------------- \| ------------------ \| \| 1re \| Annemiek van Vleuten \| Pays-Bas \| Pays-Bas \| 8 h 56 min 41 s \| \| 2e \| Marianne Vos \| Pays-Bas \| Rabo Liv Women \| + 1 min 04 s \| \| 3e \| Lucinda Brand \| Pays-Bas \| Rabo Liv Women \| + 1 min 10 s \| \| 4e \| Lotte Kopecky \| Belgique \| Lotto Soudal Ladies \| + 1 min 16 s \| \| 5e \| Lisa Brennauer \| Allemagne \| Canyon-SRAM Racing \| + 1 min 23 s \| \| 6e \| Élise Delzenne \| France \| Lotto Soudal Ladies \| + 1 min 32 s \| \| 7e \| Emma Johansson \| Suède \| Wiggle High5 \| + 1 min 37 s \| \| 8e \| Marta Bastianelli \| Italie \| Alé Cipollini \| + 1 min 41 s \| \| 9e \| Elisa Longo Borghini \| Italie \| Wiggle High5 \| + 1 min 43 s \| \| 10e \| Emilia Fahlin \| Suède \| Alé Cipollini \| + 1 min 43 s \| |                      |           |                     |                 |
| |                      |           |                     |                 |
| Sources : ProCyclingStats Cycling Quotient |                      |           |                     |                 |
| Classement général |                      |           |                     |                 |
| Coureuse | Coureuse             | Pays      | Équipe              | Temps           |
| 1re | Annemiek van Vleuten | Pays-Bas  | Pays-Bas            | 8 h 56 min 41 s |
| 2e | Marianne Vos         | Pays-Bas  | Rabo Liv Women      | + 1 min 04 s    |
| 3e | Lucinda Brand        | Pays-Bas  | Rabo Liv Women      | + 1 min 10 s    |
| 4e | Lotte Kopecky        | Belgique  | Lotto Soudal Ladies | + 1 min 16 s    |
| 5e | Lisa Brennauer       | Allemagne | Canyon-SRAM Racing  | + 1 min 23 s    |
| 6e | Élise Delzenne       | France    | Lotto Soudal Ladies | + 1 min 32 s    |
| 7e | Emma Johansson       | Suède     | Wiggle High5        | + 1 min 37 s    |
| 8e | Marta Bastianelli    | Italie    | Alé Cipollini       | + 1 min 41 s    |
| 9e | Elisa Longo Borghini | Italie    | Wiggle High5        | + 1 min 43 s    |
| 10e | Emilia Fahlin        | Suède     | Alé Cipollini       | + 1 min 43 s    |

### Barème des points UCI
| Position           | 1er | 2e | 3e | 4e | 5e | 6e | 7e | 8e | 9e | 10e | 11e | 12e | 13e | 14e | 15e | 16e | 17e | 18e |
| Classement général | 80  | 60 | 45 | 35 | 30 | 25 | 21 | 18 | 15 | 12  | 10  | 8   | 6   | 5   | 4   | 3   | 2   | 1   |
| Par étape          | 16  | 12 | 8  | 6  | 5  | 4  | 3  | 2  |    |     |     |     |     |     |     |     |     |     |
| Leader, par étape  | 4   |    |    |    |    |    |    |    |    |     |     |     |     |     |     |     |     |     |

### Classements annexes

#### Classement par points
| Classement par points | Classement par points | Classement par points | Classement par points | Classement par points |
| --------------------- | --------------------- | --------------------- | --------------------- | --------------------- |
|                       | Coureur               | Pays                  | Équipe                | Point(s)              |
| 1er                   | Marianne Vos          | Pays-Bas              | Rabo Liv Women        | 87 points             |
| 2e                    | Lotte Kopecky         | Belgique              | Lotto Soudal          | 61 pts                |
| 3e                    | Lucinda Brand         | Pays-Bas              | Rabo Liv Women        | 59 pts                |
| modifier              |                       |                       |                       |                       |

#### Classement de la meilleure grimpeuse
| Classement de la meilleure grimpeuse | Classement de la meilleure grimpeuse | Classement de la meilleure grimpeuse | Classement de la meilleure grimpeuse | Classement de la meilleure grimpeuse |
| ------------------------------------ | ------------------------------------ | ------------------------------------ | ------------------------------------ | ------------------------------------ |
|                                      | Coureur                              | Pays                                 | Équipe                               | Point(s)                             |
| 1er                                  | Alexandra Nessmar                    | Suède                                | Lares-Waowdeals                      | 15 points                            |
| 2e                                   | Annemiek van Vleuten                 | Pays-Bas                             | Pays-Bas                             | 11 pts                               |
| 3e                                   | Elisa Longo Borghini                 | Italie                               | Wiggle High5                         | 10 pts                               |
| modifier                             |                                      |                                      |                                      |                                      |

#### Classement de la meilleure jeune
| Classement de la meilleure jeune | Classement de la meilleure jeune | Classement de la meilleure jeune | Classement de la meilleure jeune | Classement de la meilleure jeune |
|                                  | Coureur                          | Pays                             | Équipe                           | Temps                            |
| -------------------------------- | -------------------------------- | -------------------------------- | -------------------------------- | -------------------------------- |
| 1er                              | Lotte Kopecky                    | Belgique                         | Lotto Soudal                     | en 8 h 57 min 57 s               |
| 2e                               | Elisa Longo Borghini             | Italie                           | Wiggle High5                     | +27 s                            |
| 3e                               | Thalita de Jong                  | Pays-Bas                         | Rabo Liv Women                   | +30 s                            |
| modifier                         |                                  |                                  |                                  |                                  |

#### Classement des sprints
| Classement des sprints | Classement des sprints | Classement des sprints | Classement des sprints | Classement des sprints |
| ---------------------- | ---------------------- | ---------------------- | ---------------------- | ---------------------- |
|                        | Coureur                | Pays                   | Équipe                 | Point(s)               |
| 1er                    | Marianne Vos           | Pays-Bas               | Rabo Liv Women         | 8 points               |
| 2e                     | Lotte Kopecky          | Belgique               | Lotto Soudal           | 7 pts                  |
| 3e                     | Alexandra Nessmar      | Suède                  | Lares-Waowdeals        | 6 pts                  |
| modifier               |                        |                        |                        |                        |

#### Classement de la meilleure belge
| Classement de la meilleure jeune | Classement de la meilleure jeune | Classement de la meilleure jeune | Classement de la meilleure jeune | Classement de la meilleure jeune |
|                                  | Coureur                          | Pays                             | Équipe                           | Temps                            |
| -------------------------------- | -------------------------------- | -------------------------------- | -------------------------------- | -------------------------------- |
| 1er                              | Lotte Kopecky                    | Belgique                         | Lotto Soudal                     | en 8 h 57 min 57 s               |
| 2e                               | Kaat Hannes                      | Belgique                         | Lensworld-Zannata                | +37 s                            |
| 3e                               | Sofie de Vuyst                   | Belgique                         | Lotto Soudal                     | +43 s                            |
| modifier                         |                                  |                                  |                                  |                                  |

## Évolution des classements
| Étape              | Vainqueur            | Classement général   | Classement par points | Classement de la montagne | Classement de la meilleure jeune | Classement de la meilleure Belge | Classement des sprints | Classement de la meilleure équipe |
| ------------------ | -------------------- | -------------------- | --------------------- | ------------------------- | -------------------------------- | -------------------------------- | ---------------------- | --------------------------------- |
| P                  | Annemiek van Vleuten | Annemiek van Vleuten | Annemiek van Vleuten  | non attribué              | Thalita de Jong                  | Lotte Kopecky                    | non attribué           | Rabo Liv Women                    |
| 1                  | Lucinda Brand        | Lucinda Brand        | Lucinda Brand         | non attribué              | Lotte Kopecky                    | Lotte Kopecky                    | Alexis Ryan            | Rabo Liv Women                    |
| 2                  | Marianne Vos         | Marianne Vos         | Marianne Vos          | Anisha Vekemans           | Lotte Kopecky                    | Lotte Kopecky                    | Lotte Kopecky          | Rabo Liv Women                    |
| 3                  | Annemiek van Vleuten | Annemiek van Vleuten | Marianne Vos          | Alexandra Nessmar         | Lotte Kopecky                    | Lotte Kopecky                    | Marianne Vos           | Rabo Liv Women                    |
| Classements finals | Classements finals   | Annemiek van Vleuten | Marianne Vos          | Alexandra Nessmar         | Lotte Kopecky                    | Lotte Kopecky                    | Marianne Vos           | Rabo Liv Women                    |

## Liste des participantes
| Légende                                | Légende | Légende                          | Légende                                                                                              |
| -------------------------------------- | --- | -------------------------------- | --- |
| Num                                    | Dossard de départ porté par la coureuse sur ce Tour de Belgique féminin                                         | Pos                              | Position finale au classement général                                                                |
| Leader du classement général           | Indique la vainqueur du classement général                                                                      | Leader du classement par points  | Indique la vainqueur du classement par points                                                        |
| Leader du classement de la montagne    | Indique la vainqueur du classement de la montagne                                                               | Leader du classement des sprints | Indique la vainqueur du classement des sprints                                                       |
| Leader du classement du meilleur jeune | Indique la vainqueur du classement de la meilleure jeune                                                        |                                  | Indique la vainqueur du classement de la meilleure Belge                                             |
|                                        | Indique un maillot de champion national ou mondial, suivi de sa spécialité                                      | #                                | Indique la meilleure équipe                                                                          |
| NP                                     | Indique une coureuse qui n'a pas pris le départ d'une étape, suivi du numéro de l'étape où elle s'est retirée   | AB                               | Indique une coureuse qui n'a pas terminé une étape, suivi du numéro de l'étape où elle s'est retirée |
| HD                                     | Indique un coureuse qui a terminé une étape hors des délais, suivi du numéro de l'étape                         | DSQ                              | Indique un coureur qui a été disqualifié de la course, suivi du numéro de l'étape                    |
| *                                      | Indique un coureuse en lice pour le classement de la meilleure jeune (coureuses nées après le 1er janvier 1991) |                                  | |

| Wiggle High5 WHT | Wiggle High5 WHT             | Wiggle High5 WHT |
| ---------------- | ---------------------------- | ---------------- |
| Num              | Coureur                      | Pos              |
| 1                | Emma Johansson (SWE) (route) | 7e               |
| 2                | Giorgia Bronzini (ITA)       | 58e              |
| 3                | Lucy Garner* (GBR)           | 65e              |
| 4                | Amy Roberts* (GBR)           | AB-2             |
| 6                | Elisa Longo Borghini* (ITA)  | 9e               |

| BH Cycling | BH Cycling               | BH Cycling |
| ---------- | ------------------------ | ---------- |
| Num        | Coureur                  | Pos        |
| 11         | Michelle Andres* (SUI)   | AB-3       |
| 12         | Marcia Eicher (SUI)      | 34e        |
| 14         | Julia Scheidegger* (SUI) | 87e        |
| 15         | Martina Weiss* (SUI)     | 79e        |
| 16         | Sandra Weiss* (SUI)      | 62e        |

| Alé Cipollini ALE | Alé Cipollini ALE        | Alé Cipollini ALE |
| ----------------- | ------------------------ | ----------------- |
| Num               | Coureur                  | Pos               |
| 21                | Anna Trevisi* (ITA)      | AB-3              |
| 22                | Marta Tagliaferro (ITA)  | AB-3              |
| 23                | Marta Bastianelli (ITA)  | 8e                |
| 24                | Annalisa Cucinotta (ITA) | AB-3              |
| 25                | Emilia Fahlin (SWE)      | 10e               |
| 26                | Martina Alzini* (ITA)    | AB-3              |

| Kazakhstan | Kazakhstan                 | Kazakhstan |
| ---------- | -------------------------- | ---------- |
| Num        | Coureur                    | Pos        |
| 31         | Amiliva Iskakova* (KAZ)    | AB-3       |
| 32         | Natalia Saifutdinova (KAZ) | 60e        |
| 33         | Zhanuva Seitova* (KAZ)     | AB-1       |
| 35         | Viktoriva Pastarnak* (KAZ) | AB-3       |

| Grande-Bretagne | Grande-Bretagne           | Grande-Bretagne |
| --------------- | ------------------------- | --------------- |
| Num             | Coureur                   | Pos             |
| 41              | Annasley Park* (GBR)      | 71e             |
| 42              | Hayley Jones* (GBR)       | 81e             |
| 43              | Alice Barnes* (GBR)       | 18e             |
| 44              | Manon Lloyd* (GBR)        | 84e             |
| 45              | Abby-Mae Parkinson* (GBR) | 44e             |
| 45              | Abigail Dentus* (GBR)     | AB-3            |

| Lotto Soudal LBL | Lotto Soudal LBL          | Lotto Soudal LBL |
| ---------------- | ------------------------- | ---------------- |
| Num              | Coureur                   | Pos              |
| 51               | Lotte Kopecky* (BEL)      | 4e               |
| 52               | Élise Delzenne (FRA)      | 6e               |
| 53               | Sofie de Vuyst (BEL)      | 19e              |
| 54               | Lieselot Decroix (BEL)    | 72e              |
| 55               | Anisha Vekemans* (BEL)    | 42e              |
| 56               | Claudia Lichtenberg (GER) | 25e              |

| Lensworld-Zannata-Etixx LZE | Lensworld-Zannata-Etixx LZE | Lensworld-Zannata-Etixx LZE |
| --------------------------- | --------------------------- | --------------------------- |
| Num                         | Coureur                     | Pos                         |
| 61                          | Kaat Hannes* (BEL) (route)  | 15e                         |
| 62                          | Kim de Baat* (BEL)          | AB-3                        |
| 63                          | Winanda Spoor* (NED)        | AB-3                        |
| 65                          | Nina Kessler (NED)          | 20e                         |
| 66                          | Maaike Polspoel (BEL)       | NP-3                        |

| Topsport Vlaanderen-Etixx VLL | Topsport Vlaanderen-Etixx VLL | Topsport Vlaanderen-Etixx VLL |
| ----------------------------- | ----------------------------- | ----------------------------- |
| Num                           | Coureur                       | Pos                           |
| 71                            | Kelly Druyts (BEL)            | AB-3                          |
| 72                            | Demmy Druyts* (BEL)           | 63e                           |
| 73                            | Gilke Croket* (BEL)           | 36e                           |
| 74                            | Fien Delbaere* (BEL)          | 69e                           |
| 75                            | Valerie Demey* (BEL)          | 21e                           |
| 76                            | Kelly Van den Steen* (BEL)    | 23e                           |

| Hitec Products HPU | Hitec Products HPU      | Hitec Products HPU |
| ------------------ | ----------------------- | ------------------ |
| Num                | Coureur                 | Pos                |
| 81                 | Kirsten Wild ( NED)     | NP-0               |
| 82                 | Simona Frapporti ( ITA) | 39e                |
| 83                 | Tatiana Guderzo ( ITA)  | 26e                |
| 84                 | Thea Thorsen* ( NOR)    | 68e                |
| 85                 | Charlotte Becker ( GER) | 43e                |
| 86                 | Julie Leth* ( DEN)      | 70e                |

| Lares-Waowdeals Women LWW | Lares-Waowdeals Women LWW | Lares-Waowdeals Women LWW |
| ------------------------- | ------------------------- | ------------------------- |
| Num                       | Coureur                   | Pos                       |
| 91                        | Monique van de Ree (NED)  | AB-3                      |
| 92                        | Kelly Markus* (BEL)       | AB-1                      |
| 93                        | Tara Gins (BEL)           | AB-3                      |
| 94                        | Alexandra Nessmar* (SWE)  | 33e                       |
| 95                        | Sara Penton (SWE)         | 22e                       |
| 96                        | Pia De Quint (BEL)        | 59e                       |

| Allemagne | Allemagne                  | Allemagne |
| --------- | -------------------------- | --------- |
| Num       | Coureur                    | Pos       |
| 101       | Lisa Küllmer* (GER)        | AB-3      |
| 102       | Tatjana Paller* (GER)      | 53e       |
| 103       | Jacqueline Dietrich* (GER) | 49e       |
| 104       | Liane Lippert* (GER)       | 41e       |
| 105       | Christa Riffel* (GER)      | 45e       |

| Mat Atom Sobotka | Mat Atom Sobotka                 | Mat Atom Sobotka |
| ---------------- | -------------------------------- | ---------------- |
| Num              | Coureur                          | Pos              |
| 111              | Paulina Brzezna-Bentkowska (POL) | 47e              |
| 112              | Monika Brzezna* (POL)            | 61e              |
| 113              | Katarzyna Wilkos* (POL)          | 56e              |
| 114              | Marta Lach* (POL)                | 24e              |
| 115              | Lucja Pietrzak* (POL)            | AB-3             |
| 116              | Agniezska Bacinska (POL)         | AB-1             |

| Jan van Arckel | Jan van Arckel                | Jan van Arckel |
| -------------- | ----------------------------- | -------------- |
| Num            | Coureur                       | Pos            |
| 121            | Evy Kuijpers* (NED)           | 57e            |
| 122            | Claudia Koster* (NED)         | 40e            |
| 123            | Marjolein Van't Geloof* (NED) | NP-0           |
| 124            | Judith Bloem (NED)            | 83e            |
| 125            | Karen Elzing* (NED)           | 78e            |
| 126            | Danique Braam* (NED)          | AB-3           |

| Canyon-SRAM Racing LPR | Canyon-SRAM Racing LPR       | Canyon-SRAM Racing LPR |
| ---------------------- | ---------------------------- | ---------------------- |
| Num                    | Coureur                      | Pos                    |
| 131                    | Lisa Brennauer (GER)         | 5e                     |
| 132                    | Hannah Barnes* (GBR) (route) | 17e                    |
| 133                    | Barbara Guarischi (ITA )     | 75e                    |
| 134                    | Tiffany Cromwell (AUS)       | 35e                    |
| 135                    | Alexis Ryan * (USA)          | 27e                    |
| 136                    | Mieke Kröger* (GER) (route)  | 73e                    |

| Wielerclub de sprinters Malderen | Wielerclub de sprinters Malderen | Wielerclub de sprinters Malderen |
| -------------------------------- | -------------------------------- | -------------------------------- |
| Num                              | Coureur                          | Pos                              |
| 141                              | Danielle Gass (GER)              | 74e                              |
| 142                              | Malin Berlin* (SWE)              | AB-3                             |
| 143                              | Sanne Bamelis* (BEL)             | 77e                              |
| 144                              | Anka Hermans* (BEL)              | AB-3                             |
| 145                              | Celine Van Severen* (BEL)        | 28e                              |
| 146                              | Lisa Vermeire* (BEL)             | AB-1                             |

| Rabo Liv Women RBW | Rabo Liv Women RBW     | Rabo Liv Women RBW |
| ------------------ | ---------------------- | ------------------ |
| Num                | Coureur                | Pos                |
| 151                | Thalita de Jong* (NED) | 12e                |
| 152                | Lucinda Brand (NED)    | 3e                 |
| 153                | Marianne Vos (NED)     | 2e                 |
| 155                | Yara Kastelijn* (NED)  | 52e                |
| 156                | Moniek Tenniglo (NED)  | 38e                |

| Autoglas Wetteren | Autoglas Wetteren         | Autoglas Wetteren |
| ----------------- | ------------------------- | ----------------- |
| Num               | Coureur                   | Pos               |
| 161               | Femke Verstichelen (BEL)  | 86e               |
| 162               | Dorottva Kanti* (HUN)     | 51e               |
| 163               | Lara Defour* (BEL)        | AB-2              |
| 164               | Puck Moonen* (NED)        | AB-2              |
| 166               | Emmanuelle Brossard (FRA) | AB-2              |

| Keukens Redant | Keukens Redant              | Keukens Redant |
| -------------- | --------------------------- | -------------- |
| Num            | Coureur                     | Pos            |
| 171            | Lensy Debboudt (BEL)        | 48e            |
| 172            | Nathalie Verschelden* (BEL) | 30e            |
| 173            | Ine Allaert* (BEL)          | 82e            |
| 174            | Daisy Rist* (EST)           | 76e            |
| 175            | Liisi Rist* (EST)           | 31e            |
| 176            | Vibeke Dybwab (NOR)         | 37e            |

| Suède | Suède                 | Suède |
| ----- | --------------------- | ----- |
| Num   | Coureur               | Pos   |
| 181   | Sara Mustonen (SWE)   | NP-3  |
| 183   | Ida Jansson* (SWE)    | AB-2  |
| 184   | Hanna Helamb* (SWE)   | NP-2  |
| 185   | Emmy Thelberg (SWE)   | AB-2  |
| 186   | Frida Knutsson* (SWE) | 50e   |

| Lointek LTK | Lointek LTK              | Lointek LTK |
| ----------- | ------------------------ | ----------- |
| Num         | Coureur                  | Pos         |
| 191         | Belen Lopez (ESP)        | 67e         |
| 192         | Alba Teruel Ribes* (ESP) | 54e         |
| 193         | Gloria Rodriguez* (ESP)  | 64e         |
| 194         | Empar Felix* (ESP)       | AB-2        |
| 195         | Alicia Gonzalez* (ESP)   | 46e         |
| 196         | Aurore Verhoeven (FRA)   | 55e         |

| Isorex | Isorex                    | Isorex |
| ------ | ------------------------- | ------ |
| Num    | Coureur                   | Pos    |
| 201    | Dani Christmas (GBR)      | 31e    |
| 202    | Genevieve Whitson (GBR)   | 66e    |
| 203    | Henrietta Colborne* (GBR) | 85e    |
| 204    | Omer Shapira* (ISR)       | AB-3   |
| 205    | Mieke Leeman (GBR)        | AB-2   |
| 206    | Liliane Leenknegt (BEL)   | AB-3   |

| BMS BIRN BMS | BMS BIRN BMS                 | BMS BIRN BMS |
| ------------ | ---------------------------- | ------------ |
| Num          | Coureur                      | Pos          |
| 211          | Camilla Møllebro (DEN)       | 11e          |
| 212          | Christina Siggaard* (DEN)    | 13e          |
| 213          | Marie Vilmann* (DEN)         | 29e          |
| 214          | Cecilie Uttrup Ludwig* (DEN) | 16e          |
| 216          | Jannie Sand (DEN)            | AB-1         |

| Pays-Bas | Pays-Bas                   | Pays-Bas |
| -------- | -------------------------- | -------- |
| Num      | Coureur                    | Pos      |
| 221      | Annemiek van Vleuten (NED) | 1re      |
| 222      | Aafke Soet* (NED)          | 80e      |
| 223      | Janneke Ensing (NED)       | 14e      |
| 224      | Arianna Pruisscher (NED)   | AB-3     |

Source.